# Mathias Wittich
Mathias Wittich (* 8. Juni 1950 in Münster; † 22. März 2017 in Hamburg) war ein deutscher Filmproduzent und Drehbuchautor.

## Werke
Als Autor und Produzent debütierte Mathias Wittich 1980 mit dem von George Moorse inszenierten Film Daniel. Es folgte die von Gabi Kubach adaptierte und inszenierte Vicki-Baum-Verfilmung Rendezvous in Paris (1981) mit der Französin Claude Jade in der Hauptrolle und der von Wittich und Moorse geschriebene Brandmale (1983) mit Anne Bennent und Gila von Weitershausen. Weitere von Wittich produzierte Filme sind u. a. Die Bombe (1988) und Der Deal (1991), beide in der Regie von Christian Görlitz, sowie in jüngerer Zeit 2007 Die vierte Generation von Josef Rusnak (mit Klaus Maria Brandauer, Ken Duken und Iris Berben) und 2008 der Thriller Meet the Devil von Josef Rusnak (mit Jessica Schwarz und Joshua Jackson).